# Antapistis phoenicistes
Antapistis phoenicistes är en fjärilsart som beskrevs av George Francis Hampson 1926. Antapistis phoenicistes ingår i släktet Antapistis och familjen nattflyn. Inga underarter finns listade i Catalogue of Life.